# Veronika Dostálová
Veronika Dostálová est une joueuse volley-ball tchèque, née le 7 avril 1992 à Prague. Elle mesure 1,70 m et joue au poste de libero. 

## Clubs
| Club             | De        | À         |
| ---------------- | --------- | --------- |
| Studio Sport     | 2002-2003 | 2006-2007 |
| PVK Olymp Praha  | 2007-2008 | 2016-2017 |
| VK Dukla Liberec | 2017-2018 | …         |

## Palmarès

### Équipe nationale
- Ligue européenne
  - Vainqueur : 2019.

### Clubs
- Championnat de République tchèque
  - Finaliste : 2012, 2013, 2014, 2015.
- Coupe de République tchèque
  - Finaliste : 2013, 2014, 2015.